# محمد أزلان إسكندر
محمد أزلان إسكندر (ولد في 1 يونيو 1982 في كوتشينغ، سراوق) هو لاعب إسكواتش ماليزي. وقد وصل إلى الترتيب العالمي رقم 10 وفاز في بطولة كوالا لمبور المفتوحة والبطولة الماليزية المفتوحة.

## روابط خارجية
- محمد أزلان إسكندر على موقع SquashInfo.com (الإنجليزية)
- محمد أزلان إسكندر على موقع اتحاد ألعاب الكومنولث (مؤرشف) (الإنجليزية)
- محمد أزلان إسكندر على موقع الجمعية الدولية للألعاب العالمية (الإنجليزية)